# Stana Kotromanić
Stana Kotromanić (Jajce 1354 — nepoznato 26. april 1395) poznata kao i Anastasija ili Stanislava ponekad Stojsava je bila bosanska kraljevska princeza iz vladarske bosanske i srpske kuće Kotromanić.

## Biografija
Rođena je 1354. godine u Jajcu kao najstarije djete Sefana Dabiše i Jelene Grube, te unuka Ninoslava Kotromanića.. Pored Stane imali su jednog sina koji je umro prije 1395. godine i kćer koja se zvala Stojsava, umrla 1393. godine.
Stanina kćer, čije se ime navodi kao Vladava i Vladika udala se za Juraja Radivojevića, još za života svoga dede Dabiše i nane Grube, što potvrđuje Dabišina povelja iz 1395. kojom kralj poklanja selo Veljaci na upravu svojoj kćeri Stani, s tim da poslije njene smrti upravu nad selom naslijede Vladava (Vladika) i njen muž. Jelenina unuka Vladava (Vladika) je imala djecu još za vrijeme Jeleninog života i vladavine.